# Danh sách hóa chất thực vật trong thực phẩm
Hóa chất thực vật, tiếng Anh: phytochemical, là những hóa chất tự nhiên (natural substances) có nguồn gốc và tồn tại trong thực vật (trái cây, rau, đậu, ngũ cốc và các loại hạt) được chứng minh là có những tác dụng dược lý, ích lợi khác nhau đối với sức khỏe dựa trên nhiều kết quả, báo cáo nghiên cứu về những lợi ích sức khỏe đem lại từ chế độ ăn nhiều thực vật. Dựa trên cơ sở đó, các nghiên cứu y học hiện nay tập trung vào việc xác định xem liệu các chất dinh dưỡng hoặc các hóa thực vật cần thiết cụ thể có những tác dụng cụ thể gì đối với sức khỏe.
Dưới đây là danh sách các hóa thực vật có mặt trong các thực phẩm tiêu dùng phổ biến:

## Terpenoid(isoprenoid)

### Carotenoid(Cáctetraterpenoid)

#### Carotene
Màu da cam.
- α-Carotene – đến vitamin A cà rốt, bí ngô, ngô, quýt, cam.
- β-Carotene – đến vitamin A rau sống màu xanh thẫm và rau quả có màu đỏ, cam, vàng.
- γ-Carotene - đến vitamin A,
- δ-Carotene
- Lycopene gấc, cà chua, bưởi chùm, dưa hấu, chi ổi, mơ Armenia, cà rốt, autumn olive.
- Neurosporene
- Phytofluene khế, khoai lang, cam.
- Phytoene khoai lang, cam.

#### Xanthophyll
Màu vàng.
- Canthaxanthin paprika.
- Cryptoxanthin đến vitamin A xoài, quýt, cam, đu đủ, đào, bơ (thực vật), đậu Hà Lan, bưởi chùm, quả dương đào.
- Zeaxanthin củ khởi, rau chân vịt, cải xoăn, cải củ xanh, ngô, trứng, hạt tiêu đỏ, bí ngô, cam.
- Astaxanthin vi tảo, nấm men, krill, tôm, cá hồi, tôm hùm, và cua.
- Lutein rau chân vịt, cải củ xanh, xà lách, trứng, hạt tiêu đỏ, bí ngô, xoài, đu đủ, cam, quả dương đào, đào, bí, họ cải, mận, khoai lang, honeydew melon, rhubarb, phân chi Mận mơ, bơ (thực vật), lê, rau mùi.
- Rubixanthin rose hip.

### Triterpenoid
- Các Saponin đậu tương, hạt đậu, các loại đậu, ngô, cỏ linh lăng.
- Oleanolic acid pokeweed Mỹ, prosopis glandulosa, tỏi, đinh hương (gia vị), và nhiều họ roi hoa trắng.
- Ursolic acid táo tây, húng quế, việt quất đen, mạn việt quất, elder flower, bạc hà Âu, oải hương, Origanum vulgare, thyme, Chi Sơn tra, mận.
- Betulinic acid cây táo ta, white birch, các loại thực vật ăn thịt nhiệt đới, Triphyophyllum peltatum and Ancistrocladus heyneanus, chi Thị, một nhóm thuộc họ hồng (quả), họ Sổ, the jambul (chi Trâm), chaga.
- Moronic acid - Rhus javanica (a sumac), mistletoe

### Monoterpene
- Limonene tinh dầu của chi Cam chanh, quả mọng, spearmint, Mentha spicata, tỏi, cần tây, ngô, hương thảo, gừng, húng quế.
- Perillyl alcohol tinh dầu của chi Cam chanh, Carum carvi, chi Bạc hà.

### Steroid
- Các Phytosterol hạnh nhân, đào lộn hột, lạc, vừng, hướng dương, lúa mì, đậu tương, các loại dầu thực vật.
  - Campesterol kiều mạch.
  - beta Sitosterol bơ (thực vật), cám gạo, mầm lúa mì, dầu ngô, Foeniculum vulgare, lạc, đậu tương, chi Sơn tra, húng quế, kiều mạch.
  - gamma sitosterol
  - Stigmasterol kiều mạch.
- Tocopherols (vitamin E)

## Các hợp chất Phenol

### Monophenol tự nhiên
- Apiole lá mùi tây, cần tây.
- Carnosol hương thảo, xô thơm.
- Carvacrol kinh giới, húng tây, pepperwort, wild bergamot.
- Dillapiole rễ cây thì là, fennel.
- Rosemarinol hương thảo.

### Polyphenol

#### Flavonoid
Sắc tố đỏ, xanh, tím
- Các Flavonol
  - Quercetin hành tây đỏ và vàng, trà, rượu, táo tây, việt quất, kiều mạch, các loại đậu.
  - Gingerol gừng.
  - Kaempferol trà, dâu tây, gooseberry, việt quất, bưởi chùm, táo tây, đậu Hà Lan, brassicates (bông cải xanh, cải xoăn, cải Brussels, cải bắp), hành tăm, rau chân vịt, rau cúc đắng, tỏi tây, cà chua.
  - Myricetin nho, rượu vang đỏ, quả mọng, quả óc chó.
  - Fisetin dâu tây, dưa chuột.
  - Rutin chi Cam chanh, cam, chanh vàng, chanh, bưởi chùm, quả mọng, đào, táo tây, chi hòe, măng tây, kiều mạch, mùi tây, cà chua, mơ Armenia, đại hoàng, trà.
  - Isorhamnetin củ cải đỏ, goldenrod, mù tạc, bạch quả.
- Flavanones
  - Hesperidin chi Cam chanh.
  - Naringenin chi Cam chanh.
  - Silybin blessed milk thistle.
  - Eriodictyol
- Các Flavone
  - Acacetin dương hòe, Turnera diffusa.
  - Apigenin chamomile, cần tây, mùi tây.
  - Chrysin lạc tiên cảnh, nấm sò, Oroxylum indicum.
  - Diosmetin vicia.
  - Tangeritin quýt và vỏ các chi Cam chanh khác.
  - Luteolin củ dền, atisô, cần tây, cà rốt, celeriac, rutabaga, mùi tây, bạc hà, chamomile, sả, hoa cúc.
- Flavan-3-ols (flavanols)
  - Catechins white tea, trà xanh, trà đen, nho, rượu, táo, ca cao rắn, các loại đậu.
    - (+)-Catechin
    - (+)-Gallocatechin
    - (-)-Epicatechin
    - (-)-Epigallocatechin
    - (-)-Epigallocatechin gallate (EGCG) trà xanh.
    - (-)-Epicatechin 3-gallate

  - Theaflavin trà đen.
    - Theaflavin-3-gallate
    - Theaflavin-3'-gallate
    - Theaflavin-3,3'-digallate

  - Các Thearubigin.
  - Các Proanthocyanidin.
- Các Flavanonol
- Các Anthocyanidin (các flavonal) hoặc các Anthocyanin  rượu vang đỏ, nhiều loại quả và rau có màu đỏ, tím, xanh.
  - Pelargonidin việt quất, quả mâm xôi, dâu tây.
  - Peonidin việt quất, sim Úc, anh đào, đào.
  - Cyanidin táo đỏ & lê, việt quất, blackberry, anh đào, đào, peach, phân chi Mận mơ, chi Sơn tra, loganberry, ca cao.
  - Delphinidin việt quất, cà tím.
  - Malvidin việt quất.
  - Petunidin

#### Isoflavonoid
- Isoflavones (phytoestrogens) sử dụng khung 3-phenylchromen-4-one (không được thay thế bởi nhóm hydroxyl ở carbon vị trí số 2) đậu tương, mầm cỏ linh lăng, cỏ ba lá đỏ, đậu gà, lạc, sắn dây, các loại đậu khác.
  - Daidzein (formononetin)
  - Genistein (biochanin A)
  - Glycitein
- Isoflavanes.
- Isoflavandiols.
- Isoflavenes.
- Pterocarpans hoặc Coumestans (phytoestrogens)
- Coumestrol đậu tương, mầm cỏ linh lăng, cỏ ba lá đỏ, đậu Hà Lan, cải Brussels.

#### Flavonolignan
- Silymarin artichokes, milk thistle.

#### Lignan
Gồm các phytoestrogen các loại hạt (cây lanh, vừng, bí ngô, hướng dương, poppy), ngũ cốc nguyên hạt (lúa mạch đen, yến mạch, đại mạch), cám (lúa mì, lúa mạch đen, yến mạch), trái cây (đặc biệt quả mọng) và rau cải.
- Matairesinol hạt (cây lanh, vừng, cám (lúa mạch đen và yến mạch), hạt poppy, dâu tây, lý chua đen, bông cải xanh.
- Secoisolariciresinol các loại hạt (cây lanh, hạt hướng dương, vừng, bí ngô, dâu tây, sim Úc, mạn việt quất, zucchini, lý chua đen, cà rốt.
- Pinoresinol và lariciresinol [3] hạt vừng, rau cải.

#### Stilbenoid
- Resveratrol nho (vỏ và hạt, rượu nho), quả hạch (định hướng), lạc, rễ Knotweed Nhật.
- Pterostilbene nho, sim Úc.
- Piceatannol nho.
- Pinosylvin

#### Curcuminoid
- Curcumin (oxy hóa thành vanillin) nghệ, mù tạc.

#### Tannin

##### Tannin thủy phân
Còn gọi là hydrolysable tannin
- Ellagitannin trà, quả mọng, lựu.
  - Punicalagin lựu.
  - Castalagin
  - Vescalagin
  - Castalins
  - Casuarictin
  - Grandinin
  - Punicalin
  - Roburin A
  - Tellimagrandin II
  - Terflavin B
- Gallotannin
  - Digalloyl glucose
  - 1,3,6-Trigalloyl glucose

##### Tannin ngưng tụ
Còn gọi là condensed tannin
- Proanthocyanidins hạt dẻ ngựa Aesculus hippocastanum, mạn việt quất, vỏ đậu phộng.
- Polyflavonoid tannin
- Catechol-type tannin
- Pyrocatecollic type tannin
- Flavolan

##### Phlorotannin
các loài tảo như tảo nâu (Ecklonia cava, Sargassum mcclurei).

##### Flavono-ellagitannin
Quercus mongolica.

### Axit vòng thơm

#### Axit Phenol
- Salicylic acid bạc hà Âu, licorice, lạc, lúa mì.
- Vanillin các loại đậu vanilla, đinh hương (gia vị).
- Gallic acid trà, xoài, dâu tây, rhubarb, đậu tương.
- Ellagic acid quả óc chó, dâu tây, mạn việt quất, blackberry, chi Ổi, nho.
- Tannic acid nettles, trà, quả mọng.

#### Axit Hydroxycinnamic
- Caffeic acid chi Ngưu bảng, chi Sơn tra, artichoke, lê, húng quế, thyme, Origanum vulgare, táo tây, dầu ô liu.
- Chlorogenic acid echinacea, dâu tây, dứa, cà phê, hướng dương, việt quất xanh.
- Cinnamic acid quế quan, lô hội.
- Ferulic acid yến mạch, gạo, artichoke, cam,dứa, táo tây, lạc.
- Coumarin chi Cam chanh, ngô.

### Phenylethanoid
- Tyrosol dầu ô liu.
- Hydroxytyrosol dầu ô liu.
- Oleocanthal dầu ô liu.
- Oleuropein dầu ô liu.

### Hợp chất nhóm phenol khác
- Capsaicin ớt.
- Gingerol gừng.
- Các Alkylresorcinol wholegrain wheat, lúa mạch đen và đại mạch.

## Các hợp chất Glucosinolate

### Tiền thân củaisothiocyanates
- Sinigrin (tiền thân của allyl isothiocyanate) bông cải xanh, mầm cải Brussels, mù tạc đen.
- Glucotropaeolin (tiền thân của benzyl isothiocyanate)
- Gluconasturtiin (tiền thân của phenethyl isothiocyanate)
- Glucoraphanin (tiền thân của sulforaphane) họ Cải: bông cải xanh, súp lơ, mầm cải Brussels, cải bắp.

### Các dẫn xuất Aglycone
- Dithiolthiones (isothiocyanates)
  - Sulforaphane - như Glucoraphanin
  - Allyl isothiocyanate
  - Benzyl Isothiocyanate
  - Phenethyl Isothiocyanate
- Oxazolidine-2-thiones
- Nitriles
- Thiocyanates

### Các hợp chất Organosulfide/ Organosulfur
- Polysulfides (các hợp chất allium)
  - Allyl methyl trisulfide tỏi, hành tây, tỏi tây, hành tăm, hẹ tây.
- Các Sulfide
  - Diallyl disulfide như Allyl methyl trisulfide.

### Các hợp chất Indole
- Indole-3-carbinol cải bắp, cải xoăn, mầm cải Brussels, rutabaga, mù tạc xanh, bông cải xanh.
- 3,3'-Diindolylmethane hoặc DIM - như Indole-3-carbinol
- Allicin - tỏi
- Alliin - tỏi
- Allyl isothiocyanate horseradish, mù tạc, wasabi.
- Piperine - hồ tiêu
- Syn-propanethial-S-oxit hành tây.

## CácBetalain
- Các Betacyanin 
  - betanin củ dền, củ cải đường.
  - isobetanin - như betanin
  - probetanin - như betanin
  - neobetanin - như betanin
- Betaxanthins (non glycosidic versions)
  - Indicaxanthin củ dền, prickly pear của sicilian.
  - Vulgaxanthin củ dền.

## CácChlorophyll
- Chlorophyllin

## Các axit hữu cơ khác
- Các axit vòng đơn
  - Phytic acid (inositol hexaphosphate) cây lương thực, quả hạch (định hướng), vừng, đậu tương, lúa mì, bí ngô, hạt đậu.
  - Quinic acid
- Oxalic acid cam, rau chân vịt, rhubarb, trà và cà phê, chuối, gừng, hạnh nhân, khoai lang, ớt chuông.
- Tartaric acid mơ Armenia, táo tây, hạt hướng dương, bơ (thực vật), nho, me.
- Anacardic acid đào lộn hột, xoài.
- Caftaric acid
- Coutaric acid
- Fertaric acid

## Cáccacbonhydrat

### Cácmonosaccharide
- Hexose lúa mì, lúa mạch.
- Pentose lúa mạch, yến mạch.

### Cácpolysaccharide
- Beta-glucan
  - Chitin các loại nấm ăn được.
  - Lentinan thể quả (fruit body) của nấm hương (Lentinula edodes mycelium (LEM)) và các loại nấm ăn được khác.
- Fructan
  - Inulins cúc vu, chicory.
- Lignin các loại hạt của quả, rau (các sợi của garden bean), các loại ngũ cốc.
- Pectins vỏ quả (chủ yếu cùi trắng bưởi, các loại táo, mộc qua Kavkaz), rau.

## Các chất ức chế protease
- Protease inhibitors đậu nành, các loại hạt, các loại đậu, khoai tây, trứng, ngũ cốc.